# Auke Kok
Auke Kok (Haarlem, 27 oktober 1956) is een Nederlands journalist en schrijver.

## Werk
Kok studeerde maatschappijgeschiedenis aan de Erasmus Universiteit in Rotterdam. Daarna was hij werkzaam als redacteur van de Haagse Post en maandblad Quote. Tussen 1990 en 2000 was Kok redacteur, adjunct-hoofdredacteur en hoofdredacteur ad interim van opinieweekblad HP/De Tijd, daarna stapte hij als redactiechef over naar het Radio 1 Journaal. In 2004 vestigde Kok zich als zelfstandig journalist en boekenschrijver. Oorlog, geschiedenis en sport zijn terugkerende thema's in zijn werk, dat zich doorgaans laat kenmerken door sterke accenten op de tijdgeest en een verhalende, empathische schrijfstijl. Vanwege zijn sporthistorische kennis treedt Kok regelmatig op in radio- en televisieprogramma's. Hij is onder andere medewerker van NRC Handelsblad, het weekblad Vrij Nederland en de VARAgids. Zijn voetbalcolumns in HP/De Tijd zijn in 2000 gebundeld als boek onder de titel Balverliefd. De columns die hij schreef als stadschroniqueur van Het Parool zijn in 2014 als boek verschenen (De eenzaamste vrouw van Amsterdam).